# Magnolia betongensis
Magnolia betongensis là một loài thực vật có hoa trong họ Magnoliaceae. Loài này được (Craib) H.Keng mô tả khoa học đầu tiên năm 1978.